# ولیکه پولیانه، ریبنیتسا
ولیکه پولیانه، ریبنیتسا (اسلوونیایی: Velike Poljane, Ribnica) یک زیستگاه انسانی در اسلوونی است که در Lower Carniola واقع شده‌است.

## خصوصیات
ولیکه پولیانه ۲٫۵۷ کیلومترمربع مساحت و ۱۲۷ نفر جمعیت دارد و ۶۳۰٫۶ متر بالاتر از سطح دریا واقع شده‌است.